# Wooloweyah
Wooloweyah – miasto w Australii, w stanie Nowa Południowa Walia.